# Тунсильвания
«Тунсильвания» (англ. Toonsylvania) — дебютный анимационный проект студии DreamWorks SKG и Proxation GmbH, принадлежащей Стивену Спилбергу. Основной составляющей жанра является комедия с элементами чёрного юмора. В составе мультсериала 2 сезона, в общей сложности насчитывающий 21 эпизод – в уникальных сюжетах рассказывается об абсолютно разных персонажах.

## Сюжет
В некоторых эпизодах показывают истории о сошедшем с ума Франкенштейне. Этот герой мультсериала вместе со своими непутевыми, но верными слугами Филом и Игорем живет в мрачном старом замке, расположенном на склоне горы. Многие комичные и смешные ситуации возникают в результате поступков, совершенных неуклюжими помощниками главного героя. Проживающая в отдаленном замке семейка зомби (известная зрителям как семейка Трупманов) при встрече с множеством бытовых и мистических неурядиц старается решать проблемы, исходя из имеющихся возможностей. Этот фильм предназначается для взрослой аудитории и наверняка понравится всем, кто любит чёрные комедии. Зрители смогут оценить, насколько удачным был первый анимационный опыт известного режиссёра.

## Награды
Мультсериал участвовал в фестивале[каком?] и получил 2 награды[какие?].